# Allgöwer-Naht
Die Allgöwer-Naht ist eine vertikale Rückstichnaht (Donati-Naht), die zu einer unvollständigen Intrakutannaht abgewandelt wurde. Diese spezielle Nahtform kann beim Nähen von Hautwunden verwendet werden.

A – Einzelknopfnaht
B – Donati-Naht
C – Allgöwer-Naht

Dabei wird der Faden auf der einen Seite der Wunde eingestochen, auf der anderen aber mit einem Rundstich unter der Oberfläche durchgeführt und dann wieder auf der Seite des Einstiches durch die Haut ausgestochen. Im Vergleich zur Donati-Naht werden nur zwei statt vier Stichkanäle auf der Epidermis sichtbar. Das Verfahren kann nützlich sein, wenn beispielsweise am Haaransatz genäht werden muss, um die Ein- und Ausstiche in den Haaren zu verstecken, und ermöglicht kosmetisch unauffälligere Ergebnisse. Allerdings sind die Wundränder manchmal nicht so gut zu adaptieren. Ausgleichend wirkt das abwechselnde Legen von rechter und linker Allgöwer-Naht. Die Festigkeit kann annähernd die einer Donati-Naht erreichen.
Benannt ist diese 1963 erstmals beschriebene Modifikation der Donati-Naht nach ihrem Erfinder, dem Schweizer Chirurgen Martin Allgöwer (1917–2007).